# Ерватау
Ерватау або Порту-де-Ерватау (порт. Porto de Ervatão) — пляж на південно-східному узбережжі острова Боа-Вішта в Кабо-Верде. На його східному кінці розташована крайця точка острова Понта-де-Ерватау. Ерватао є частиною Природного Заповідника Черепах (португальською: Reserva Natural Tartaruga). На території Ерватау гніздяться 70 % усіх морських черепах на Боа-Вішті. У липні 2009 року було нараховано 8000 гнізд.